# Дорофеев, Сергей Алексеевич
Сергей Алексеевич Дорофеев (род. 26 августа 1986, Москва) — российский хоккеист, защитник. Мастер спорта России.

## Биография
Воспитанник СДЮШОР «Крыльев Советов», тренер Константин Смирнов. Начинал играть в команде «Крылья Советов-2» в сезоне 2002/03 первой лиги. В следующем сезоне дебютировал за «Крылья Советов» в высшей лиге. Выступал за команды КХЛ ХК МВД (2008/09 — 2009/10), «Амур» Хабаровск (2011/12), «Металлург» Новокузнецк (2014/15 — 2015/16), «Северсталь» Череповец (2015/16). Играл за ХК МВД-2 (2008/09), ТХК (2009/20), в ВХЛ за «Саров» (2010/11), «Торос» (2011/12 — 2012/13), ТХК (2012/13 — 2013/14), «Ижсталь» (2015/16).
Выступал в чемпионатах Белоруссии за «Неман» Гродно (2016/17 — 2017/18), Казахстана за «Арлан» Кокшетау и «Бейбарыс» Атырау (2017/18), Польши за ГКС Тыхы (2018/19), Румынии за «Корону» Брашов (2018/19), Украины за «Днепр» Херсон (2019/20 — 2020/21), «Ледяных волков» Киев (2020/21), «Сокол» Киев (2021/22).
Чемпион ВХЛ (2012), чемпион Белоруссии (2017). Лучший защитник чемпионатов Белоруссии (2017) и Украины (2020).